# Schwärmereien
Schwärmereien, op. 253, är en vals av Johann Strauss den yngre. Den spelades första gången den 1 april 1861 i Dianabad-Saal i Wien. 

## Historia
Den 15 juni 1858 presenterade Johann Strauss yngre broder Josef det första framförandet av en konsertvals han skrivit med titeln Ideale. Musikkritikern i Theaterzeitung kallade verket för ett "mästerverk" och noterade att det "skilde sig från den vanliga valsformen i det att den rörde sig i perfekt rena rytmer, att melodierna är högst noggrant konstruerade och fyllda av rik instrumentering". Tyvärr publicerades aldrig valsen och manuskriptet lär ha förkommit 1907 då Eduard Strauss brände upp Straussorkesterns musikarkiv.
Josef Strauss vals sporrade Johann Strauss att försöka sig på att komponera konsertvalser, men resultatet - Gedankenflug (op. 215) och Schwärmereien - var inga succéer, och bröderna övertalades av sin förläggare Carl Haslinger att avhålla sig från dylika experiment. Schwärmereien tillägnades den ryske pianisten, kompositören och dirigenten Anton Rubinstein. Valsen skrevs sommaren 1860 och framfördes första gången den 1 april 1861 i Dianabad-Saal. Rubinstein spelade ofta verket i en version för piano. Faktum är att Anton och hans broder Nikolaj ofta framförde valser och polkor av Strauss vid sina konserter. Anton Rubinstein tecknade en karikatyr av Strauss svingande violin och stråke, dessutom skrev han sitt namn på en av solfjädrarna som tillhörde Strauss hustru Adèle. Mot slutet av sitt liv sa Rubinstein till Ludwig Eisenberg, som skrev en biografi över Johann Strauss: "Jag har följt hans utveckling från första början och har alltid visat varm beundran och entusiasm för hans musik. Jag har gjort det genom att stötta hans verk inte bara när det varit nödvändigt, men jag har också inkluderat dem i min egen repertoar och spelat dem för mitt eget höga nöjes skull, alltid med den största glädje och alltid med stor framgång. Strauss saknar rivaler, han är sig egen, och jag beundrar honom inte bara som konstnär men även som person, ty jag är helt betagen i hans extraordinära blygsamhet".
Titeln syftar på Strauss beundran för Rubinstein. Verket gjorde ingen större succé och försvann snart från repertoaren.

## Om valsen
Strauss konstruerade valsen som en symfoni (Symfoni i tretakt). Speltiden är ca 12 minuter och 5 sekunder plus minus några sekunder beroende på dirigentens musikaliska tolkning.

## Weblänkar
- Schwärmereien i Naxos-utgåvan.